# Lijst van voetbalinterlands Georgië - Oekraïne
Deze lijst van voetbalinterlands is een overzicht van alle officiële voetbalwedstrijden tussen de nationale teams van Georgië en Oekraïne. De landen speelden tot op heden elf keer tegen elkaar, te beginnen met een vriendschappelijke wedstrijd op 19 augustus 1998 in Kiev. Het laatste duel, een groepswedstrijd tijdens de UEFA Nations League 2024/25, vond plaats in Batoemi op 16 november 2024.

## Wedstrijden
| №  | Plaats  | Datum            | Competitie                  | Wedstrijd          | Uitslag |
| -- | ------- | ---------------- | --------------------------- | ------------------ | ------- |
| 1  | Kiev    | 19 augustus 1998 | Vriendschappelijk           | Oekraïne – Georgië | 4 – 0   |
| 2  | Tbilisi | 20 maart 1999    | Vriendschappelijk           | Georgië – Oekraïne | 0 – 1   |
| 3  | Tbilisi | 14 februari 2001 | Vriendschappelijk           | Georgië – Oekraïne | 0 – 0   |
| 4  | Kiev    | 17 april 2002    | Vriendschappelijk           | Oekraïne – Georgië | 2 – 1   |
| 5  | Lviv    | 13 oktober 2004  | WK 2006 kwalificatie        | Oekraïne – Georgië | 2 – 0   |
| 6  | Tbilisi | 3 september 2005 | WK 2006 kwalificatie        | Georgië – Oekraïne | 1 – 1   |
| 7  | Kiev    | 6 september 2006 | EK 2008 kwalificatie        | Oekraïne – Georgië | 3 – 2   |
| 8  | Tbilisi | 8 september 2007 | EK 2008 kwalificatie        | Georgië – Oekraïne | 1 – 1   |
| 9  | Linz    | 9 juni 2015      | Vriendschappelijk           | Georgië − Oekraïne | 1 − 2   |
| 10 | Poznań  | 11 oktober 2024  | UEFA Nations League 2024/25 | Oekraïne − Georgië | 1 − 0   |
| 11 | Batoemi | 16 november 2024 | UEFA Nations League 2024/25 | Georgië − Oekraïne | 1 − 1   |

## Samenvatting
| Competitie          | Totaal gespeeld | Winst Georgië | Gelijk | Winst Oekraïne | Doelsaldo Georgië – Oekraïne |
| ------------------- | --------------- | ------------- | ------ | -------------- | ---------------------------- |
| WK-kwalificatie     | 2               | 0             | 1      | 1              | 1 − 3                        |
| EK-kwalificatie     | 2               | 0             | 1      | 1              | 3 − 4                        |
| UEFA Nations League | 2               | 0             | 1      | 1              | 1 − 2                        |
| Vriendschappelijk   | 5               | 0             | 1      | 4              | 2 − 9                        |
| Totaal              | 11              | 0             | 4      | 7              | 7 − 18                       |

## Details

### Eerste ontmoeting
| Vriendschappelijk (Kiev, Oekraïne, 19 augustus 1998):                       |       |         |
| Oekraïne                                                                    | 4 – 0 | Georgië |
| Serhij Rebrov 1' Serhij Rebrov 42' Serhij Skatsjenko 57' Serhij Kovalov 75' | goals |         |

### Tweede ontmoeting
| Vriendschappelijk (Tbilisi, Georgië, 20 maart 1999): |       |                      |
| Georgië                                              | 0 – 1 | Oekraïne             |
|                                                      | goals | 82' Serhij Konovalov |

### Derde ontmoeting
| Georgië | 0 – 0 | Oekraïne |
|         | goals |          |

### Vierde ontmoeting
| Oekraïne                                    | 2 – 1 | Georgië                |
| Serhij Rebrov 17' Anatolij Tymosjtsjoek 90' | goals | 70' Vladimir Boerdoeli |

### Vijfde ontmoeting
| Oekraïne                                 | 2 – 0 | Georgië |
| Oleksij Belik 12' Andrij Sjevtsjenko 79' | goals |         |

### Zesde ontmoeting
| Georgië               | 1 – 1 | Oekraïne          |
| Giorgi Gachokidze 89' | goals | 44' Roeslan Rotan |

### Zevende ontmoeting
| Oekraïne                                                  | 3 – 2 | Georgië                                   |
| Andrij Sjevtsjenko 31' Roeslan Rotan 61' Andrij Rusol 80' | goals | 38' Sjota Arveladze 60' Georgi Demetradze |

### Achtste ontmoeting
| Georgië           | 1 – 1 | Oekraïne         |
| David Siradze 87' | goals | 7' Oleh Sjelajev |

GFF · A-internationals · Bondscoaches · Statistieken · Georgisch vrouwenelftal · Georgië U21 · Georgië U20 · Georgië U19 · Georgië U18 · Georgië U17 · Georgië U16
1990 – 1999 ·
2000 – 2009 ·
2010 – 2019 ·
2020 − 2029
1990 · 
1991 · 
1992 · 
1993 · 
1994 · 
1995 · 
1996 · 
1997 · 
1998 · 
1999 · 
2000 · 
2001 · 
2002 · 
2003 · 
2004 · 
2005 · 
2006 · 
2007 · 
2008 · 
2009 · 
2010 · 
2011 · 
2012 · 
2013 · 
2014 · 
2015 ·
2016 ·
2017 ·
2018 ·
2019 ·
2020 ·
2021 ·
2022 ·
2023 ·
2024
Albanië ·
Andorra ·
Armenië ·
Azerbeidzjan ·
Bosnië en Herzegovina ·
Bulgarije ·
Cyprus ·
Denemarken ·
Duitsland ·
Egypte ·
Engeland ·
Estland ·
Faeröer ·
Finland ·
Frankrijk ·
Gibraltar ·
Griekenland ·
Hongarije ·
Ierland ·
IJsland ·
Iran ·
Israël ·
Italië ·
Jordanië ·
Kameroen ·
Kazachstan ·
Kosovo ·
Kroatië ·
Letland ·
Libanon ·
Liechtenstein ·
Litouwen ·
Luxemburg ·
Malta ·
Marokko ·
Moldavië ·
Mongolië ·
Montenegro · 
Nederland ·
Nieuw-Zeeland ·
Nigeria ·
Noord-Ierland ·
Noord-Macedonië ·
Noorwegen ·
Oekraïne ·
Oezbekistan ·
Oostenrijk ·
Paraguay ·
Polen ·
Portugal ·
Qatar ·
Roemenië ·
Rusland ·
Saint Kitts en Nevis ·
Saoedi-Arabië ·
Schotland ·
Servië ·
Slovenië ·
Slowakije ·
Spanje ·
Thailand ·
Tsjechië ·
Tunesië ·
Turkije ·
Uruguay ·
Verenigde Arabische Emiraten ·
Wales ·
Wit-Rusland ·
Zuid-Afrika ·
Zuid-Korea ·
Zweden ·
Zwitserland
FFOe · A-internationals · Bondscoaches · Statistieken · Oekraïens vrouwenelftal · Olympisch elftal · Oekraïne U21 · Oekraïne U20 · Oekraïne U19 · Oekraïne U18 · Oekraïne U17 · Oekraïne U16
1992 – 1999 · 
2000 – 2009 · 
2010 – 2019 · 
2020 – 2029
EK's: 1992** · 
1996 · 
2000 · 
2004 · 
2008 · 
2012 · 
2016 · 
2020 · 
2024
WK's: 1994 · 
1998 · 
2002 · 
2006 · 
2010 · 
2014 · 
2018 ·
2022
1992 · 
1993 · 
1994 · 
1995 · 
1996 · 
1997 · 
1998 · 
1999 · 
2000 · 
2001 · 
2002 · 
2003 · 
2004 · 
2005 · 
2006 · 
2007 · 
2008 · 
2009 · 
2010 · 
2011 · 
2012 · 
2013 · 
2014 · 
2015 ·
2016 ·
2017 ·
2018 ·
2019 ·
2020 ·
2021
Albanië ·
Andorra ·
Armenië ·
Azerbeidzjan ·
Bahrein ·
België ·
Bosnië en Herzegovina ·
Brazilië ·
Bulgarije ·
Canada ·
Chili ·
Costa Rica ·
Cyprus ·
Denemarken ·
Duitsland ·
Engeland ·
Estland ·
Faeröer ·
Finland · 
Frankrijk ·
Georgië ·
Griekenland ·
Hongarije ·
Ierland ·
IJsland ·
Iran ·
Israël ·
Italië ·
Japan ·
Joegoslavië ·
Kameroen · 
Kazachstan ·
Kosovo ·
Kroatië ·
Letland ·
Libië ·
Litouwen ·
Luxemburg ·
Malta ·
Marokko ·
Mexico ·
Moldavië ·
Montenegro ·
Nederland ·
Niger ·
Nigeria ·
Noord-Ierland ·
Noord-Macedonië ·
Noorwegen ·
Oezbekistan ·
Oostenrijk ·
Polen ·
Portugal ·
Roemenië ·
Rusland ·
San Marino ·
Saoedi-Arabië ·
Schotland ·
Servië ·
Servië en Montenegro ·
Slovenië ·
Slowakije ·
Spanje ·
Tsjechië ·
Tunesië ·
Turkije ·
Uruguay ·
Verenigde Arabische Emiraten ·
Verenigde Staten ·
Wales ·
Wit-Rusland ·
Zuid-Korea ·
Zweden ·
Zwitserland
Duitsland (2016) ·
Engeland (2012) · 
Engeland (2021) ·
Frankrijk (2012) · 
Italië (2006) · 
Nederland (2021) · 
Noord-Ierland (2016) · 
Noord-Macedonië (2021) · 
Oostenrijk (2021) · 
Saoedi-Arabië (2006) ·
Spanje (2006) ·
Tunesië (2006) ·
Zweden (2012) · 
Zweden (2021) · 
Zwitserland (2006)
** = Onder de naam Gemenebest van Onafhankelijke Staten